# Zhang Dongsun

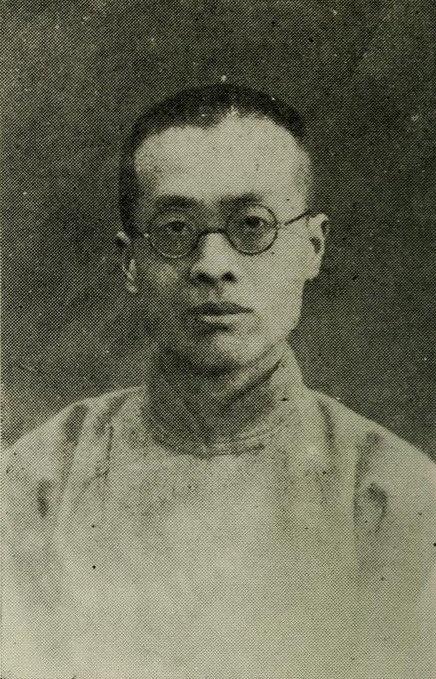
Who's Who in China Suppl. 4th ed. (1933)

Zhang Dongsun (chinesisch 张东荪, Pinyin Zhāng Dōngsūn, W.-G. Chang Tung-sun; Yuánmíng (ursprünglicher Vorname) 万田,  Wàntián; Zì 东荪,  Dōngsūn; Bǐmíng (Schriftstellername) 圣心,  Shèngxīn; Hào 独宜老人,  Dúyí Lǎorén; * 9. Dezember 1886 im Chinesischen Kaiserreich; † 2. Juni 1973 in der Volksrepublik China) war ein chinesischer Philosoph, Intellektueller und politischer Aktivist.

## Biographie
In seiner Jugend studierte Zhang bei seinem Auslandsstudium die Erkenntnistheorie und Ethik von Immanuel Kant und versuchte eine Neuinterpretation des Konfuzianismus anhand von Kant’schen Ideen. Er nahm an berühmten Diskussionen über die Verdienste von "Wissenschaft und Metaphysik" teil, bei denen er sich mit der damals in Mode geratenen Metaphysik von Henri Bergson verband. Er war ebenso bekannt als ein Vertreter der Philosophie von Bertrand Russell, den er bei einer Tour in China 1920 begleitete.

## Werk
Obwohl Zhang nach den 1940er Jahren intellektuell mundtot gemacht wurde, war er bis dahin ein außergewöhnlich produktiver Schreiber. Viele seiner Arbeiten aus der Zeit haben bis heute überlebt und bezeugen, dass Zhang einer der einflussreichsten und innovativsten chinesischen Denker des 20. Jahrhunderts war. Seine bedeutendsten philosophischen Werke sind "Wissenschaft und Philosophie" (科學與哲學), "ABC der Philosophie" (哲學ABC), "ABC der Psychoanalyse" (精神分析學ABC), "Über die Kultur und Philosophie des Ostens und Westens" (讀東西文化及其哲學), "Epistemologie" (認識論), "Eine neue Formulierung der Pluralistischen Epistemologie" (多元認識論重述), "Wissen und Kultur" (知識與文化), "Denken und Gesellschaft" (思想與社會) und "Rationalität und Demokratie" (理性與民主).

## Philosophie
Der Kern von Zhangs philosophischem System ist seine pluralistische Epistemologie. Sie ist von einer überarbeiteten Version der Kant’schen Philosophie abgeleitet. Um diese Epistemologie zu rechtfertigen, schlug er eine neue Kosmologie vor, den Panstrukturalismus (泛架構主義).
Eine wichtige Annahme seiner Theorie des Wissens ist die neo-realistische Sicht, dass die externe Welt unabhängig von unserem Bewusstsein existiert und dass es keine exakte Korrelation zwischen den externen Phänomenen und unseren Verständnissen von diesen gibt. Die externe Ursache für die Sinneswahrnehmung ist dabei keine Substanz, sondern die Ordnung oder Struktur der externen Welt. Was uns durch unsere Sinne übermittelt wird, ist aber eine Abwandlung dieser externen Ordnung. Beispielsweise war die Entdeckung der Relativitätstheorie nur in dem Sinne wichtig, dass strukturelle Gesetze entdeckt wurden, aber nicht, dass eine neue Essenz/Substanz der Natur und des Kosmos entdeckt wurde.

## Referenzen
- Xinyan Jiang, "Zhang Dongsun: Pluralist Epistemology and Chinese Philosophy" in Chung-Yin Cheng and Nicholas Bunnin, eds., Contemporary Chinese Philosophy, Oxford: Blackwell, 2002.
- Key-chong Yap, "Zhang Dongsun" in Antonio S. Cua, ed., Encyclopedia of Chinese Philosophy, London: Routledge, 2001.
- Rošker, Jana S., "The Abolishment of Substance and Ontology: a New Interpretation of Zhang Dongsun's Pluralistic Epistemology," in "Synthetis philosophica International Ed.", 2009, Vol. 24, No 1, p. 153–165.
- Rošker, Jana S., "Zhang Dongsun’s 張東蓀 (1886 - 1973) plural epistemology (duoyuan renshi lun多元認識論)," in Rošker, Jana S., "Searching for the Way – Theory of Knowledge in pre-Modern and Modern China," Hong Kong: Chinese University press, 2008

| Personendaten    | Personendaten |
| ---------------- | --- |
| NAME             | Zhang, Dongsun |
| ALTERNATIVNAMEN  | Chang Tung-sun (Wade-Giles); Zhang Wantian (ursprünglicher Name); Donsun (Zì); Shengxin (Schriftstellername); Duyi Laoren (Hào) |
| KURZBESCHREIBUNG | chinesischer Philosoph, Intellektueller und politischer Aktivist                                                                |
| GEBURTSDATUM     | 9. Dezember 1886 |
| STERBEDATUM      | 2. Juni 1973 |